# Nagykeresztúr, Nógrád
Nagykeresztúr  este un sat în districtul Salgótarján, județul Nógrád, Ungaria, având o populație de 264 de locuitori (2011). 

## Demografie
Componența etnică a satului Nagykeresztúr
     Maghiari (81,46%)
     Romi (15,56%)
     Slovaci (2,98%)
Componența confesională a satului Nagykeresztúr
     Romano-catolici (60,23%)
     Luterani (14,39%)
     Fără religie (6,06%)
     Necunoscută (19,32%)
     Alte religii (1,89%)
Conform recensământului din 2011, satul Nagykeresztúr avea 264 de locuitori. Din punct de vedere etnic, majoritatea locuitorilor (81,46%) erau maghiari, existând și minorități de romi (15,56%) și slovaci (2,98%).  Din punct de vedere confesional, majoritatea locuitorilor (60,23%) erau romano-catolici, existând și minorități de luterani (14,39%) și persoane fără religie (6,06%). Pentru 19,32% din locuitori nu este cunoscută apartenența confesională.